# 増詮
増詮（ぞうせん、元中元年/至徳元年（1384年） - 長禄3年（1459年））は、室町時代の僧侶。実相院門跡。後に義運と改名。足利満詮の子で、3代将軍足利義満の猶子となった。足利義持や義教の武家護持僧などを務めた。

## 略歴
応永15年（1408年）10月8日に増珍（今小路良冬の子）より伝法灌頂を受けた。増詮という名と足利義持の法名「道詮」の下の字が同じだということで義運と改名が命じられた。応永20年（1413年）、足利義持によって武家護持僧に任じられ、その後の義教政権下でも護持僧となった。義教とは「御親睦」の関係であり、義教主催の和歌会などでは常連参加者であった。康正3年（1457年）に、後継者となった増運（近衛房嗣の子）へ門跡領などを相続させた。当初後継者は、足利冬氏の子息・義命と決まっていたが、義命は師である義運に背き実相院から引退している。

## 実相院との関係
増詮は応永18年（1411年）に北岩倉大雲寺内に山荘を建てているが、後年応仁・文明の乱の際、この山荘は実相院の避難所となった。現実相院は当地にある。また増詮は門跡の基盤拡充に尽力しており、実相院文書に残された寺院経営や法流関連の文書には、増詮による写しが多く残されている。